# Света Богородица Станенска
„Света Богородица Станенска“ (на гръцки: Μονή Παναγίας Στάνας) е православен манастир, в Аграфа, Гърция.
Манастирът се извисява на близо 1000 метра надморска височина над коритото на река Аграфиотис, обкръжен от красиви планински масиви. 
Има различни версии за произхода на името на манастира. Преобладаващата е, че то идва от арумъните, обитавали района по османско време. Друга версия гласи, че иконата на Света Богородица е пренесена там от село Стана, до Амфилохия, по време на иконоборството. Независимо от тези легенди, съществуването на скалния манастир не може да се датира по-рано от средата на XII век, като животът му е засвидетелстван в писмени извори през XV век и XVI век, когато е бил определено посещаван и проспериращ. Сегашната манастирска църква датира от 1750 г. Достъпът до манастира е сравнително труден, тъй като се минава по криволичещ черен път с дължина около 3 км. Въпреки това от мястото му се открива чудна и сурова панорама.
Манастирската църква има кръстовидна форма с размери 6 × 10 метра и купол с височина от 7 до 8 метра и датира от XV или XVI век. Иконостасът е малък, но с превъзходна дърворезба. Стенописите са дело на местна зографска школа на Аграфа. Църковната камбана е излята през 1856 г. Манастирският празник е на 7 и 8 септември (нов стил), когато се отбелязва Рождество Богородично.